# 壽景偉
壽景偉（1891年—1959年），字毅成，浙江諸暨人。中國教育界、銀行和商界人士。

## 生平
1914年毕业于北京法政专门学校，后在浙江公立法政专门学校、复旦大学、中国公学任教。 1923年進入哥伦比亚大学就讀，獲得經濟學博士学位。回国後又在东南大学任教。後來又协助刘湛恩创办沪江大学城中区商学院，并出任首任院长。
1934年后，轉入银行和商界工作。壽景偉當過中國銀行杭州分行副行長、中華民國中央銀行業務局副局長、中華民國工商部商業司幫辦、中華民國實業部國際貿易局副局長、中華民國經濟部商業司司長、中國茶業公司總經理、中華民國商會全國聯合會秘書長等職位。
著有《民主與金融在中國》等著作。